# Vy (鐵路公司)

挪威國鐵時期標誌

Vy集團（挪威語：Vygruppen AS）簡稱Vy，是挪威主要的鐵路公司，擁有坐席、卧铺客运列車。旗下还有多家负责运营公交、铁路货运和国际客运的子公司。Vy集團為2019年由挪威國家鐵路改組而成。
挪威國鐵時期，該公司每年运送6050万乘客，国内营业额46亿挪威克朗，2008年盈利为4800万瑞典克朗。與瑞典之间的国际客运，每年运送2百万乘客，营业额2.8亿瑞典克朗，盈利2百万瑞典克朗。

## 服務
Vy 主要營運三種不同的軌道交通：城際火車、地區火車和通勤火車。

### 城際火車
Vy在卑爾根線提供長途電力客運列車服務。每日使用傳統機車牽引列車（El18型電力機車和 7卡車廂）對開4至6趟班次，夜間列車則使用WLAB2臥舖車廂。

## 外部連結
Vy （页面存档备份，存于）（挪威文）（英文）

原挪威國家鐵路（页面存档备份，存于）（挪威文）（英文）（網址已重定向）